# Grabovica Gornja
Grabovica Gornja (en cyrillique : Грабовица Горња) est un village de Bosnie-Herzégovine. Il est situé sur le territoire de la ville de Tuzla, dans le canton de Tuzla et dans la fédération de Bosnie-et-Herzégovine. Selon les premiers résultats du recensement bosnien de 2013, il compte 401 habitants.

## Démographie

### Évolution historique de la population dans la localité
| 1948 | 1953 | 1961 | 1971 | 1981 | 1991 | 2013 |
| ---- | ---- | ---- | ---- | ---- | ---- | ---- |
| -    | -    | 544  | 647  | 534  | 480  | 401  |

|  |

### Communauté locale
En 1991, Grabovica Gornja faisait partie de la communauté locale de Grabovica, qui comptait 1 558 habitants, répartis de la manière suivante :